# Asmalı, Marmara
Asmalı là một xã thuộc huyện Marmara, tỉnh Balıkesir, Thổ Nhĩ Kỳ. Dân số thời điểm năm 2010 là 127 người.